# Дудкино (Рязанский район)
Дудкино — село в Вышгородском сельском поселении Рязанского района Рязанской области России.

## География
Расположено близ реки Рака, недалеко от места её впадения в Оку, на юго-востоке Рязанского района, в 25 км от Рязани.

## История
Первоначальное основание церкви в селе относится к концу XVII века. В 1786 году была построена деревянная Преображенская церковь с приделом в честь равноапостольного князя Владимира, с 1839 года церковь была приписана к Покровской церкви села Вышгород. В годы Советской Власти церковь была разрушена.
В XIX — начале XX века село входило в состав Болошневской волости Рязанского уезда Рязанской губернии, с 1925 года — в составе Вышгородской волости. В 1905 году в селе был 81 двор.
С 1929 года село входило в состав Вышгородского сельсовета Рязанского района Рязанского округа Московской области, с 1937 года — в составе Рязанской области, с 2005 года — в составе Вышгородского сельского поселения.

## Население
| 1859 | 1906 | 2010 |
| ---- | ---- | ---- |
| 321  | ↗520 | ↘44  |

## Транспорт
В черте села расположена платформа Дудкино Московской железной дороги.